# Торунь
То́рунь (пол. Toruń [ˈtɔruɲ], нем. Thorn) — город на севере Польши, на реке Висле. Один из двух административных центров Куявско-Поморского воеводства. Родина Николая Коперника, историческая часть города состоит в списке всемирного наследия ЮНЕСКО. В 2007 году население города составило 206 765 жителей.
Бывшая столица Торуньского воеводства (1975—1998 годы) и Поморского воеводства (1921—1939), Торунь с 1999 года стал одной из столиц Куявско-Поморского воеводства.
«Пряничная» столица Польши.

## История
Первые поселения в окрестностях датированы археологами 1100 годом до нашей эры. Во времена средневековья там было небольшое поселение, охранявшее реку (VII—XIII века), но оно, вероятно, уже было разбито в 1230 году.
Когда Тевтонский орден прибыл в Кульмерланд (Ziemia Chełmińska, Хелминская земля), они построили тут крепость (1230—1231). Крепость была названа в память о крепости Торон, принадлежавшей Тевтонскому ордену, в Палестине. В старых документах записана как Thoren. Поселение, окружавшее замок, получило права города в 1233 году. Город вскоре стал немецким средневековым торговым центром. В 1263 году францисканские монахи поселились в Торуне, а за ними — в 1269 году Доминиканцы. В 1264 году был основан соседний Нойштадт (Новый город). Он был отделён вплоть до 1454 года, тогда старые и новые города были объединены в один город.
В XIV веке город присоединился к Ганзейскому торговому союзу. В 1411 году был подписан Первый Торуньский мир. В 1454 году, в обмен на поддержку и признание привилегий города, Торунь принял суверенитет польской короны. Тринадцатилетняя война закончилась в 1466 году вторым Торуньским миром, в котором Тевтонский орден передал суверенитет Западной Пруссии Королевству Польскому.
Город, заселённый поляками и немцами во время протестантской Реформации, принял протестантизм (в основном немецкое население) в 1557 году, тогда как большая часть населения страны оставалась католиками. Во время службы мэра Генриха Стробанда (1586—1609) Торунь стал подчиняться централизованной власти, находившейся в руках городского совета.
В середине семнадцатого века польские католики составляли 60% населения города, а немецкие протестанты - 40%. В польский период город сильно развивался и рос с точки зрения населения. В конце Речи Посполитой (около 1790 году) польские католики составляли 70% населения Торуни, а немецкие протестанты - 30%.
В 1645 году в Торуне состоялся Colloquium charitativum, на котором лютеранские священники выступили с протестом против попытки рекатолизации в Речи Посполитой. Этот документ подписал в числе прочил придворный священник курляндского герцога Якоба Пауль Эйнгорн.
В 1677 году прусскому историку Кристофу Гарткноху было предложено стать директором гимназии Торуня. Должность эту он занимал до своей смерти в 1687 году. Гарткнох написал много книг и трудов по истории Пруссии.
В 1793 году после второго раздела Речи Посполитой город был отдан Пруссии. В 1807 году город стал частью герцогства Варшавского, созданного Наполеоном; в апреле–мае 1809 года был фактической столицей герцогства.
В 1813 году произошли события, которым на страницах Энциклопедического словаря Брокгауза и Ефрона давалось следующее описание:
«В феврале 1813 г., Т., занятый гарнизоном из французских и баварских войск, обложен был 10-тысячным русским корпусом гр. Ланжерона. Крепость, устроенная по старым правилам инженерного искусства, не имела ни казематированных помещений для гарнизона, ни запасов; кроме того, к середине марта, вследствие заразительных болезней, числительность защитников уменьшилась до 2 тыс. чел. 28 марта, по прибытии из Грауденца тяжелых орудий, русские войска приступили к осадным работам, под управлением ген. Оппермана, а с 31 началась стрельба со всех готовых батарей. Осажденные продержались до 4 апреля и даже предпринимали вылазки; наконец, губернатор Т., Поатрен-де-Морелью, принужден был отказаться от дальнейшего сопротивления и 6 апреля подписал конвенцию, по которой остаток гарнизона (1200 чел.) сдался военнопленным, а город передан пруссакам.»
После поражения Наполеона Венский конгресс в сентябре 1815 года подтвердил прусский суверенитет над городом.
В 1870 году французские военнопленные, захваченные во время франко-прусской войны, построили цепь фортов вокруг города. В следующем году город, вместе с остальной Пруссией, стал частью новой германской империи.
В 1919 году после Первой мировой войны по итогам Версальского договора Торунь, как столица Поморского воеводства стал частью Польши. В общем, исторический период между двумя войнами стал временем значительного развития производства в Торуне. Крупные инвестиции были вложены в такие области, как транспорт (новые улицы, трамвайные линии и мосты), жилищное строительство.
Даже в 1915 году поляки составляли 40 % жителей Торуни из-за упадка в период раздела и массовой миграции немцев в 19 веке, но после того, как город вернулся в Польшу в 1919 году, примерно в 1925 году, немцы составляли всего 4 % жителей Торуни, а поляки — 95 %.
Торунь был присоединен к нацистской Германии сразу после вторжения нацистов в Польшу в 1939 году. Во время Второй мировой войны цепь фортов использовалась немцами в качестве лагерей для военнопленных, известных под общим названием — Шталаг XX-А. В 1941—1944 годах через лагерь прошли 54637 человек: 21181 человек из СССР, 15197 итальянцев, 12296 британцев и австралийцев, 5322 француза, 413 югославов, 124 поляка, 90 бельгийцев, 13 американцев и 1 норвежец. В отношении заключённых из западных стран немецкие власти соблюдали международные нормы: предоставили доступ к водопроводу и туалетам, были размещены в кирпичных зданиях крепости и не было случаев, когда надзиратели и часовые калечили заключённых. Советских граждан разместили в ямах, а затем перевели в 21 деревянную казарму.
Торунь был освобожден Советской Армией от нацистов в 1945 году. Бои за город начались 23 января 1945 года, а в ночь на 31 января 1945 года немецкий гарнизон покинул город. Лагерь военнопленных был эвакуирован, но часть военнопленных была освобождена советскими войсками. На кладбище похоронены 519 красноармейцев, погибших в боях за город. Город избежал значительных разрушений в ходе войны. После войны немцы Торуня были выселены в Западную Германию с 1945 по 1947 год.
После Второй мировой войны население увеличилось более чем вдвое. Вместе с тем, одним из самых важных событий в послевоенный период является создание Университета Николая Коперника в 1945 году. Со временем он стал одним из лучших университетов в Польше.

## Население
| Год  | Численность | Численность |
| ---- | ----------- | ----------- |
| 1394 | 20 000      |             |
| 1454 | 11 000      |             |
| 1570 | 12 000      |             |
| 1620 | 20 000      |             |
| 1703 | 7810        |             |
| 1729 | 7476        |             |
| 1769 | 7607        |             |
| 1793 | 6200        |             |
| 1815 | 7095        |             |
| 1867 | 13 447      |             |
| 1900 | 29 635      |             |
| 1974 | 144 000     | [ 7 ]       |
| 1985 | 191 000     | [ 8 ]       |
| 1998 | 206 000     | [ 9 ]       |
| 2016 | 202 591     |             |
| 2019 | 201 447     |             |
| 2021 | 198 273     | [ 10 ]      |

## Достопримечательности и памятники

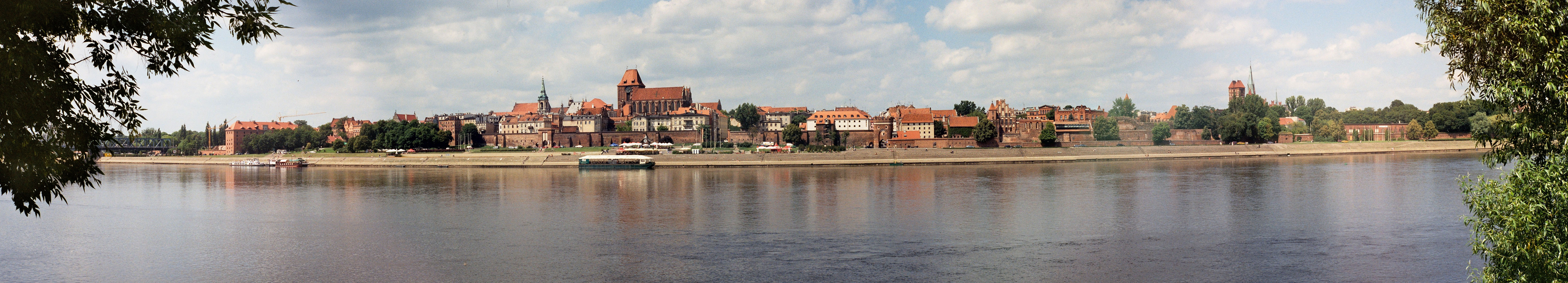
Панорама Торуня

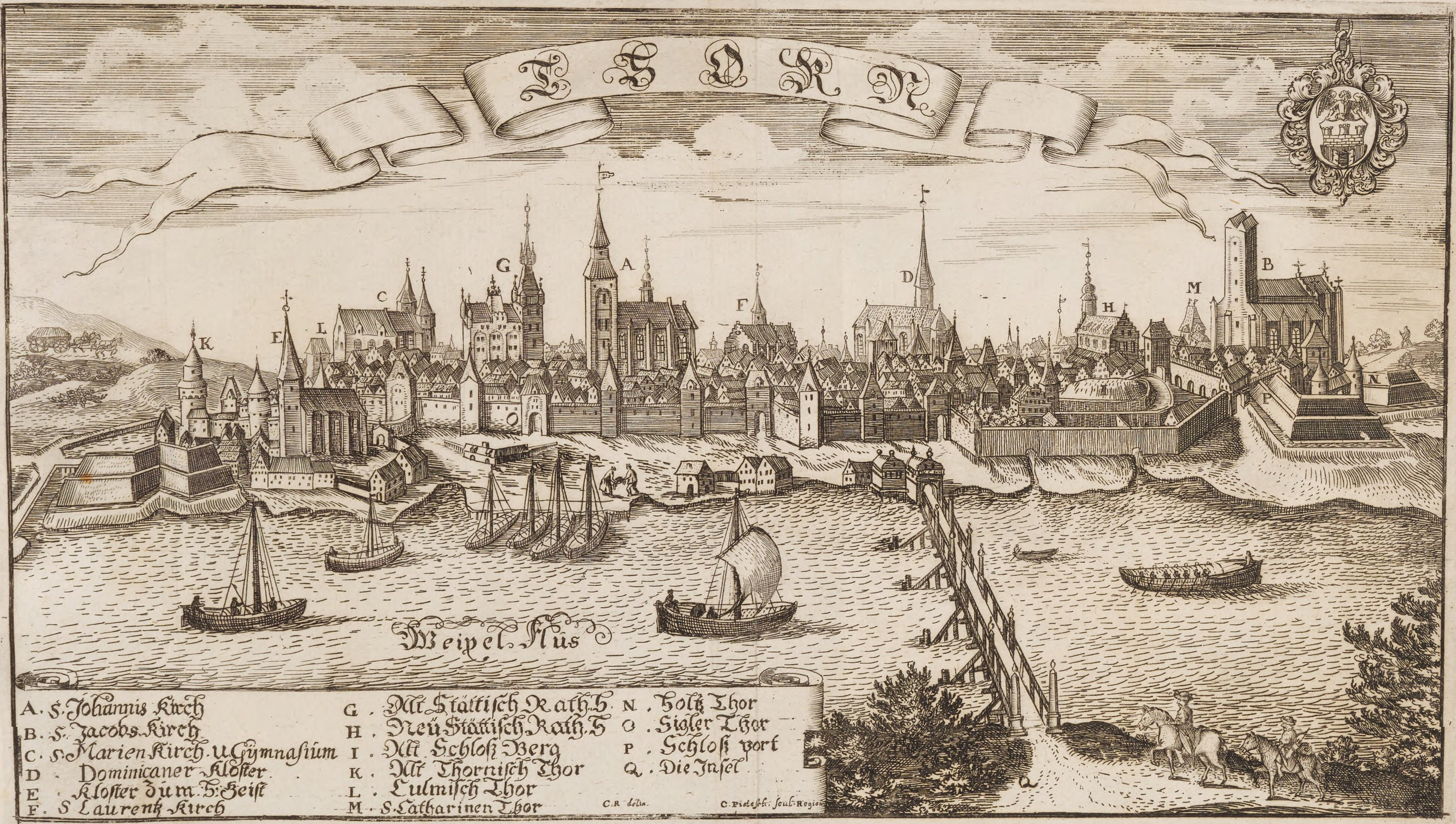
Средневековый Торунь. Гравюра.

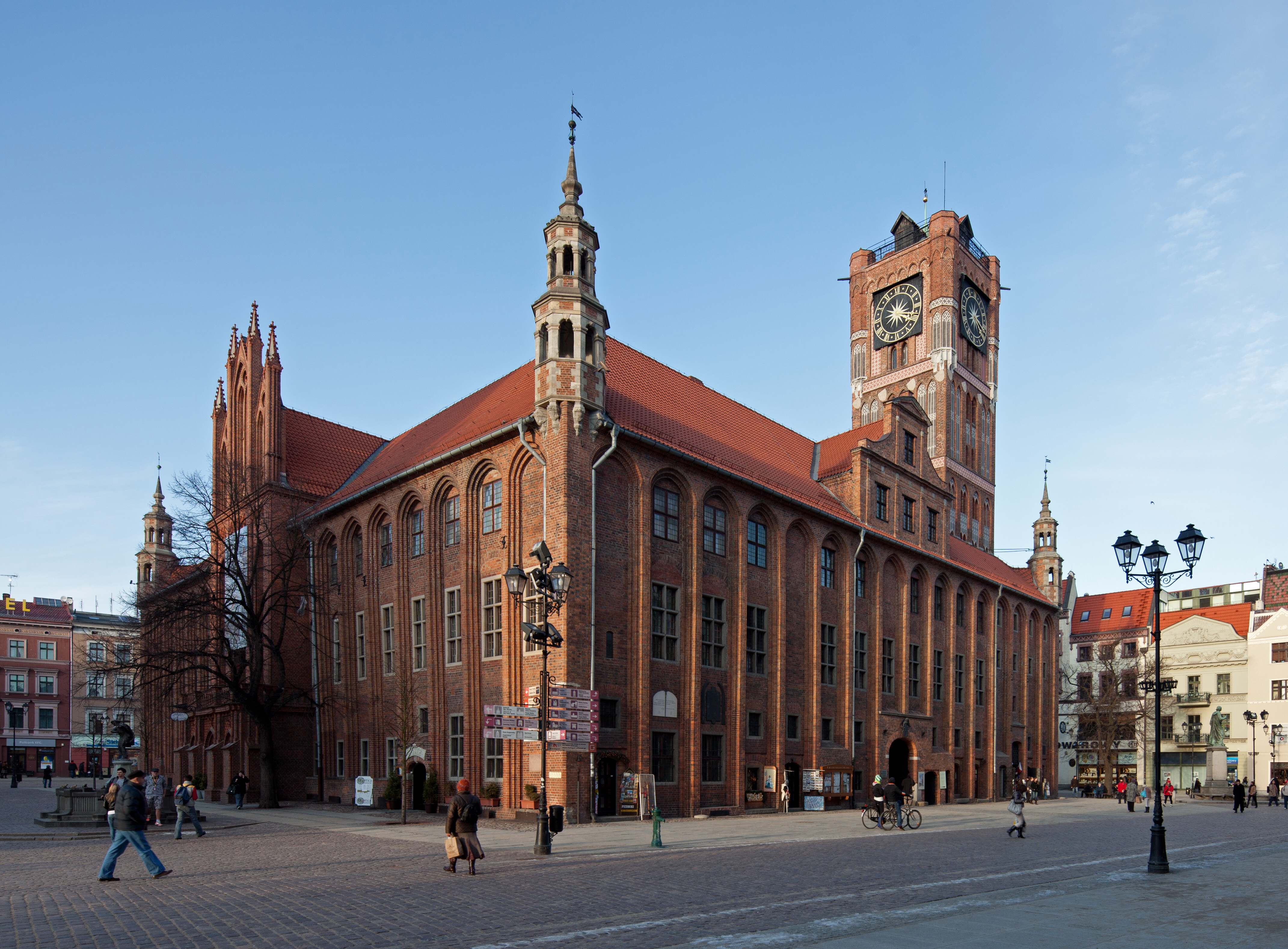
Ратуша Торуня в стиле кирпичной готики
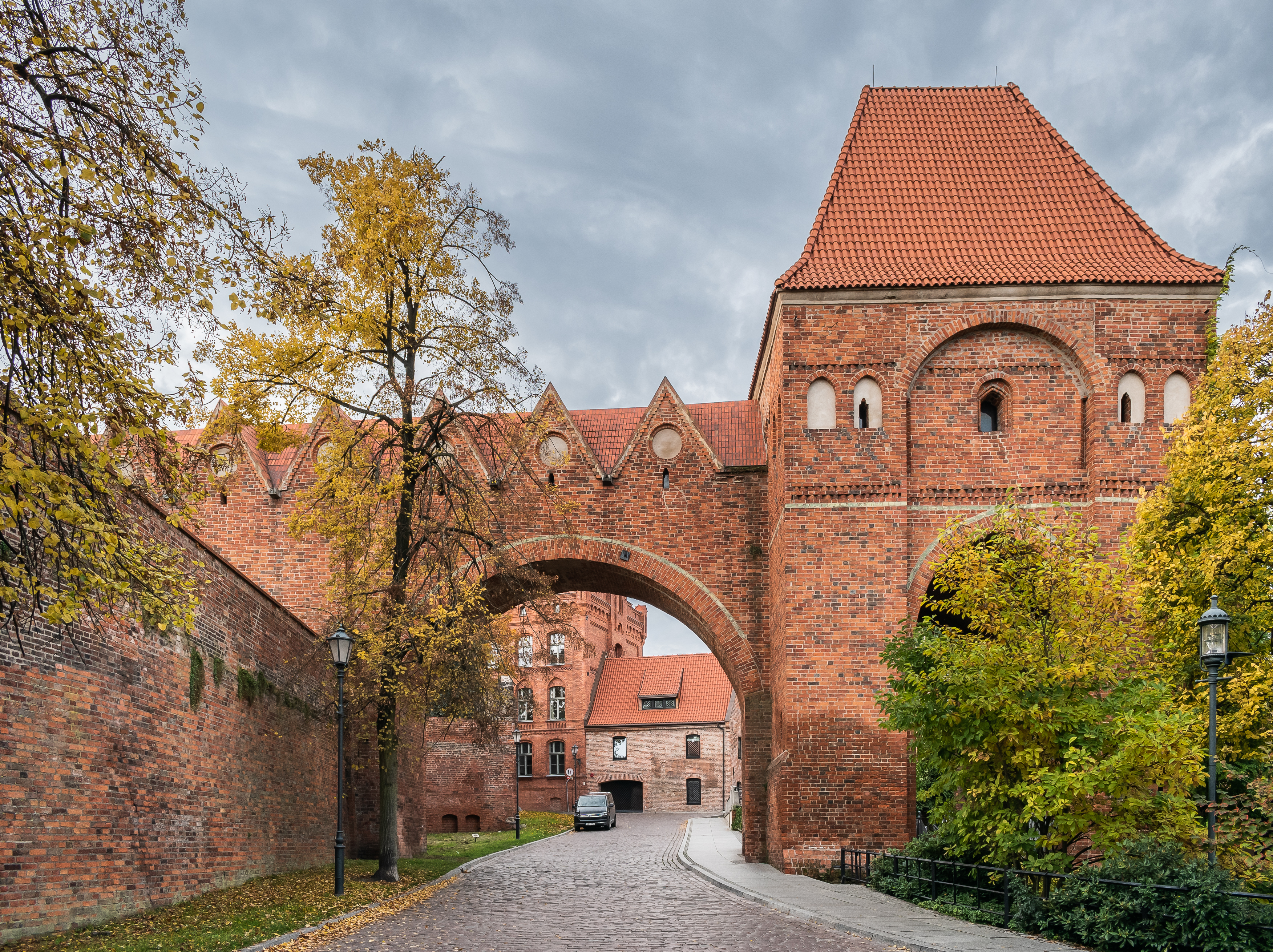
Руины Тевтонского замка в Торуне
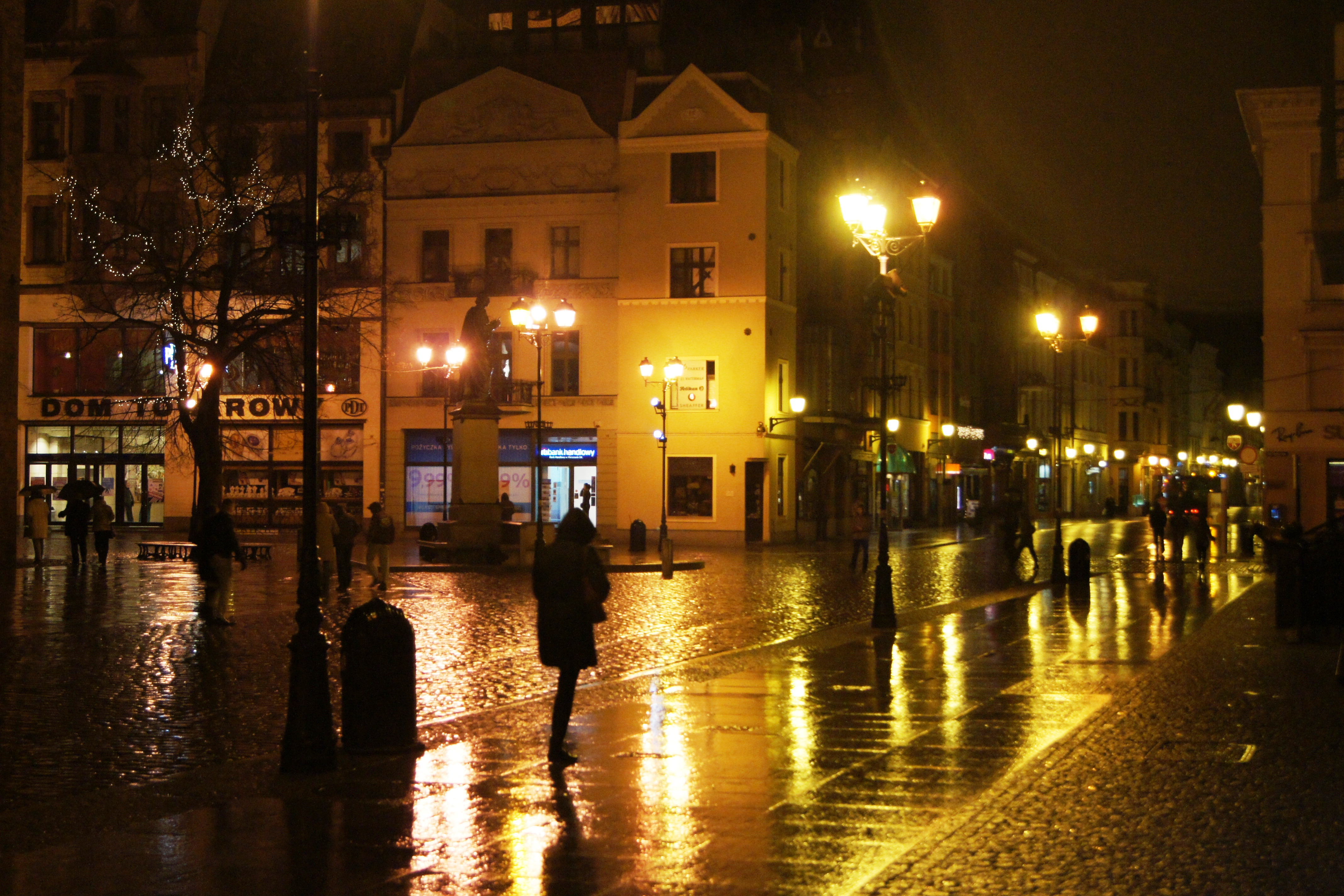
Улица старого города ночью
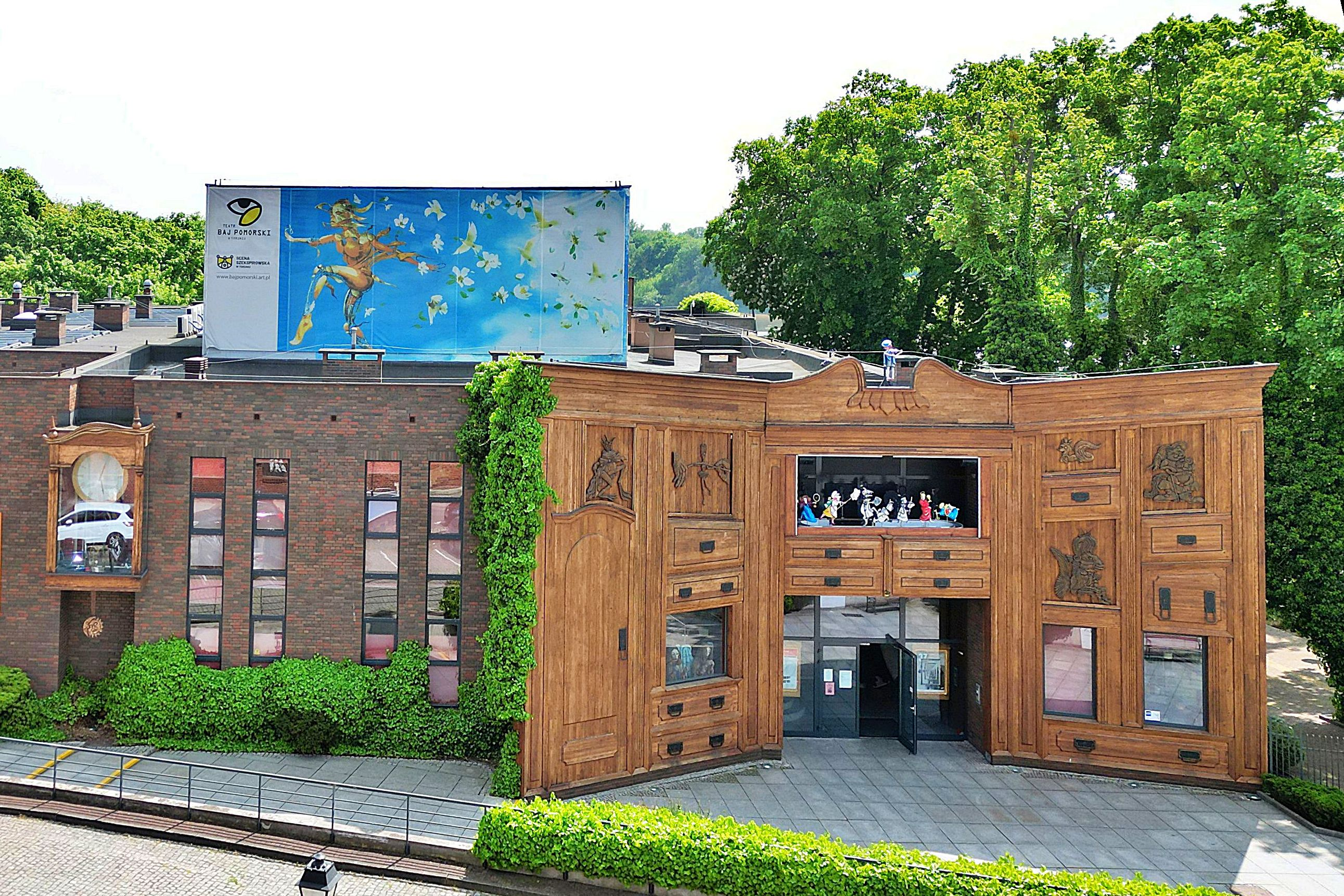
Театр «Baj Pomorski»

Старый Торунь был включён в список объектов всемирного наследия ЮНЕСКО в 1997 году. В городе много памятников средневековья и XX века (200 объектов). Город известен тем, что он сохранил почти в неприкосновенности свою средневековую планировку и многие готические здания, все из которых были построены из кирпича, в том числе монументальные церкви, ратуша и мещанские дома. Важным является тот факт, что Торунь, в отличие от многих других исторических городов в Польше, избежал значительных разрушений в ходе Второй мировой войны. В частности, Старый Город остался неповрежденным, так что все памятники архитектуры — оригинальные, а не восстановлены после разрушения.
Одной из наиболее известных достопримечательностей города является так называемая Кривая башня XIII века. При высоте 15 метров она имеет отклонение от вертикали в 1,46 м. Таким образом, её градус наклона выше, чем у Пизанской башни.
Интересной для туристов является подсветка Старого Города в ночное время. Многочисленные здания и другие сооружения, в том числе городские стены вдоль проспекта, подсвечиваются в ночное время, создавая впечатляющий эффект.

## Торуньские пряники
Главная съедобная достопримечательность города — торуньские пряники (пол. Toruńskie pierniki). Бывают различного размера; на плоской поверхности больших торуньских пряников часто изображаются символы города и сцены из средневековой рыцарской жизни.

## Транспорт
Транспортная сеть в городе является предметом активной критики на протяжении уже многих лет. Хотя город не относится к числу крупных городов, в нём слабо развита дорожно-транспортная сеть. Не помогли строительство нового шоссе, реконструкция существующих улиц, и строительство других с нуля — Торунь по-прежнему остается «ужасным для водителя местом».
Система общественного транспорта Торуня состоит из свыше 30 автобусных маршрутов и нескольких трамвайных линий, охватывающих город и некоторые из соседних общин. В пределах Торуня с декабря 2013 существует 2 автомобильных моста.
Три главных железнодорожных станции и четыре железнодорожные магистрали соединяют Торунь, Быдгощ и сёла внутри региона, а также с отдалёнными крупными городами. В городе также действуют два автобусных депо.
Ближайшие к Торуню большие аэропорты расположены в Быдгоще, Гданьске и Варшаве.

## Культура и наука
В Торуне действуют два драматических театра, два детских театра, два музыкальных театра и другие театральные коллективы. Ежегодно в мае в Торуне проводится международный театральный фестиваль «Контакт».
В городе действуют около десяти исторических музеев. В частности, «Дом Коперника» — дом-музей Николая Коперника.
В городе действуют Центр современного искусства.
В Торуне есть планетарий и астрономическая обсерватория (находящаяся в соседнем населённом пункте Пивнице). Последняя обладает крупнейшим в восточной части Центральной Европы радиотелескопом.
Торуньское научное общество (пол. Towarzystwo Naukowe w Toruniu), основанное в 1875 году и активно действующее в настоящее время, является одним из старейших в Польше.

## Образование
Более 30 школ, свыше десяти вузов, множество частных школ составляют образовательную базу Торуня. Крупнейшим вузом в Торуне является Университет им. Николая Коперника, в котором учатся свыше 40 тысяч студентов. В сентябре 2004 года Медицинская академия в Быдгоще объединилась с Университетом Николая Коперника в Торуне в Медицинский колледж Университета Николая Коперника.

## Профессиональный спорт
- Angels Toruń (Энджелс Торунь / Ангелс Торунь) — Американский футбол
- Unibax Toruń — спидвей (Польская Экстра-лига)
- Toruński Klub Piłkarski — футбол
- TKH Toruń — хоккей (Польская Премьер-лига)
- Pomorzanin Toruń — хоккей на траве (Польская Премьер-лига)
- Energa Toruń — баскетбол (Польская женская Премьер-лига)
- Nestle-Pacyfic — велоспорт

## Города-побратимы
- Филадельфия (англ. Philadelphia), США, с 1976 г.[13]
- Гёттинген (нем. Göttingen), Германия, с 1978 г.[13]
- Калининград, Российская Федерация, с 1995 г.[13]
- Лейден (нидерл. Leiden), Нидерланды, с 1988 г.[13]
- Ново-Место (словен. Novo Mesto), Словения, с 2005 г.[13]
- Суиндон (англ. Swindon), Англия, Великобритания с 2003 г.[13]
- Хямеэнлинна (фин. Hämeenlinna), Финляндия, с 1989 г.[13]
- Чадца (чеш. Čadca), Словакия, c 1996 г.[13]
- Луцк (укр. Луцьк), Украина[13]
- Гуйлинь, Китай[13]

Также город является членом Ганзейского союза нового времени.